# 田町 (臺南市)
田町為台灣日治時期台南州台南市之行政區。範圍包括清代舊街名牛磨後。

## 名稱
1916年（大正5年）規劃町名改正時，原擬名「泥江町」，臺南廳曾考慮「汐見町」等名，但最後改為以「田町」呈報總督府，同年11月3日公告、1919年（大正8年）4月1日正式實施。
原訂名的「汐見町」，係當時此地多為魚塭。汐見町之名則在1941年，另外命名臺南市南邊之新社區，詳見水交社 (臺南市)。

## 町內設施
- 台南運河
- 台南運河海關
- 台南魚市場 (50番地之2)
- 盛場（沙卡里巴）
- 戎館 （戰後稱赤崁戲院）
- 世界館 (戰後稱世界戲院)
- 台南市公設クリーニング所 (田町1091番地)

## 相關
- 町名改正